# Castelo de Alnwick

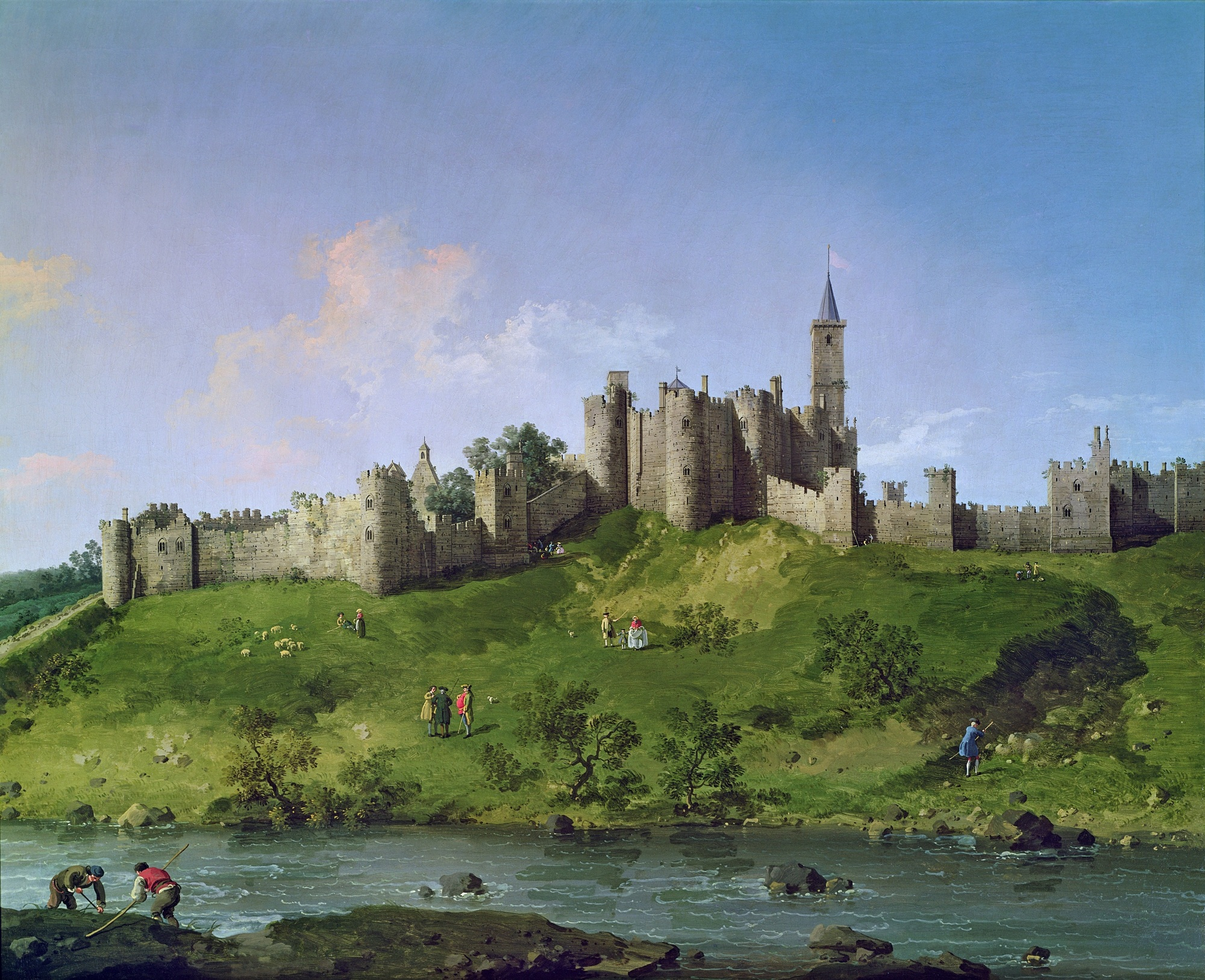
Castelo de Alnwick, Inglaterra (Canaletto, c. 1750).

O Castelo de Alnwick, localiza-se em Alnwick, Northumberland, na Inglaterra e é a residência do Duque de Northumberland.

## História
A sua primitiva estrutura foi erguida por Yves de Vescy, barão de Alnwick, em 1096, para defender o Norte da Inglaterra das invasões escocesas. Adquirido pela família Percy, os duques e condes de Northumberland desde 1309, foi restaurado em diversas ocasiões ao longo de sua história.
Henry Percy, 6º Conde de Northumberland fez renovações no século XVI. Na segunda metade do século XVIII, o arquiteto e designer de interiores e de mobílias Robert Adam realizou muitas alterações. Os interiores passaram a ter um estilo gótico que não era seu trabalho típico (neoclássico). Outros interiores são decorados com o opulento estilo italiano da Era Victoriana.
O exterior de Alnwick foi usado para as filmagens de Hogwarts, nos filmes de Harry Potter. A comédia Blackadder I, da BBC, e o filme Robin Hood: Prince of Thieves usaram o castelo como local de filmagens.
Exibições especiais estão localizadas dentro de três das torres do castelo. A Postern Tower exibe o interesse do Duque de Northumberland pela arqueologia e abriga afrescos da Pompeia, relíquias do Antigo Egito e objetos romano-britânicos. A Constable's Tower ("Torre da Polícia") apresenta exposições militares, como a exibição dos Percy Tenantry Volunteers ("Voluntários do Inquilinato Percy"), que foram soldados voluntários enviados para combater as forças de Napoleão Bonaparte no período de 1798 a 1814. A Abbot's Tower ("Torre da Abade") abriga o Museu dos Fuzileiros Reais de Northumberland.

## O jardim de Alnwick
A atual Duquesa de Northumberland, Lady Jane Percy, foi a responsável pelo Alnwick Garden ("Jardim de Alnwick"), que é o projeto de jardim mais ambicioso criado no Reino Unido desde a Segunda Guerra Mundial, com um custo estimado de 42 milhões de libras esterlinas, segundo divulgou a imprensa em 7 de Agosto de 2003. O jardim, com uma fonte em forma de cascata, pertence a um fundo de caridade, para o qual o Duque e a Duquesa doaram 42 acres de terra (170 000 m²) e 9 milhões de libras. Depois dos Kew Gardens e da Sociedade Hortícola Real, é o terceiro jardim mais visitado sob taxas de entrada do Reino Unido, atraindo turistas e estudantes. Em Fevereiro de 2005, plantas exóticas, como a Cannabis sativa e a Papoila-dormideira, foram colocadas nos jardins. Em Maio de 2006, houve o início da construção de um pavilhão e de um centro de visitas, ambos projetados pelo arquiteto Sir Michael Hopkins, que podem abrigar mil pessoas.
Dentro dos Jardins de Alnwick, encontra-se o Poison Garden (literalmente Jardim Venenoso em português). Tal construção atrai turistas por sua coleção de plantas exóticas, tóxicas e venenosas. Com visitas guiadas e com o cuidado necessário, o visitante pode ver plantas como a Conium maculatum, usada para matar o filósofo grego Sócrates. A Atropa beladonna, uma das mais tóxicas plantas do Hemisfério Norte, além de cogumelos como o Amanita muscaria, responsável por causar efeitos alucinógenos em que eventualmente os consumirem. Para cada uma destas plantas, existem placas confirmando o acesso restrito.